# Lars Lundström
Lars Johan Ragnar Lundström, född 3 januari 1965 på Södermalm i Stockholm, är en manusförfattare och skådespelare. Han är mest känd för sina manus till TV-serierna Labyrint och Tusenbröder. Han har även skrivit manus till bland annat julkalendern Håkan Bråkan och till den uppföljande långfilmen Håkan Bråkan & Josef. Han har skrivit manuset till science fiction-tv-serien Äkta människor samt Pistvakt (film), uppföljare till serien Pistvakt - En vintersaga.